# Ernst Malmström

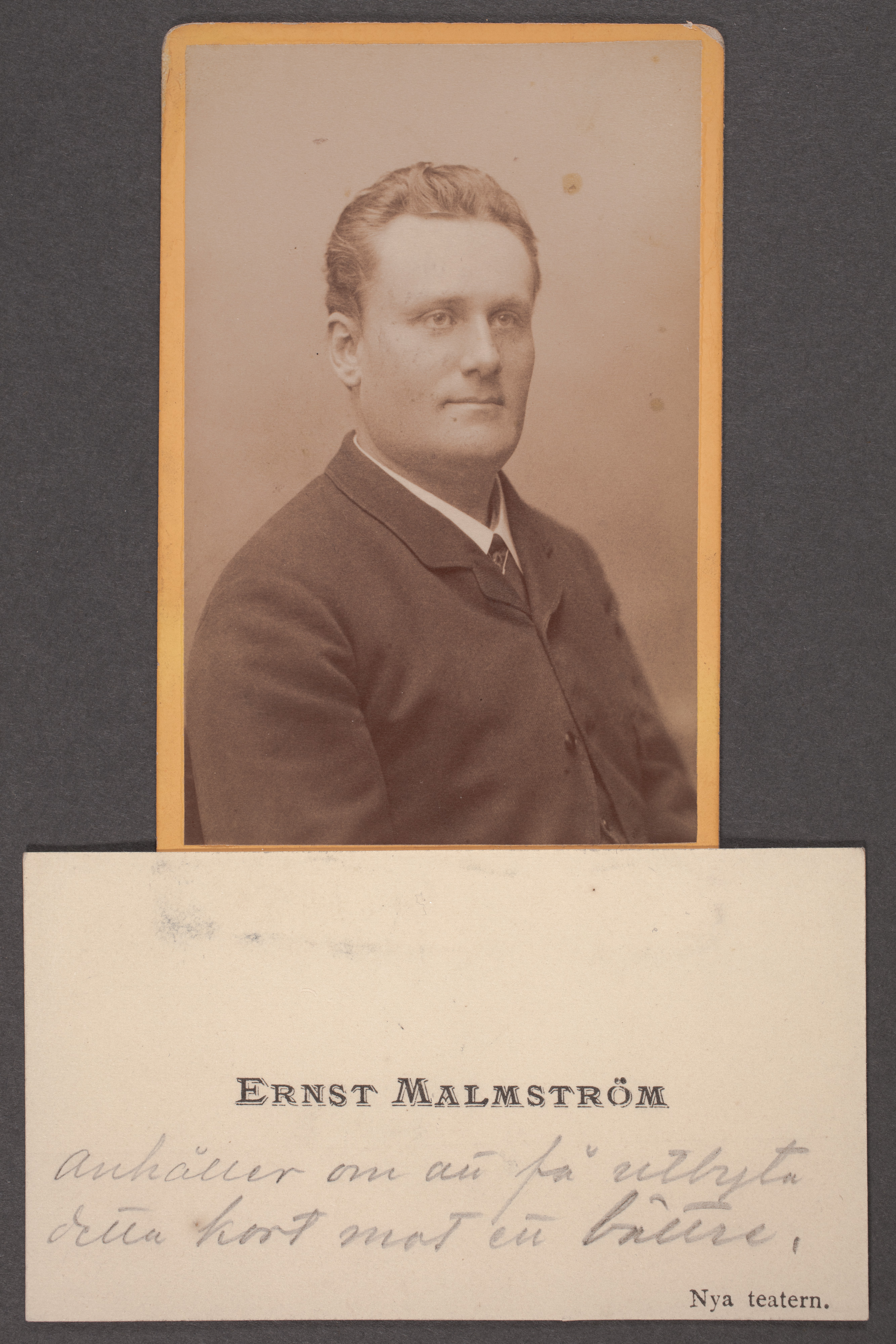
Ernst Malmström cirka 1880

Ernst August Malmström, född 19 april 1853 i Uppsala, död 2 juli 1914 i Matteus församling, Stockholm, var en svensk skådespelare.
Ernst Malmström var son till gördelmakaren Per Magnus Malmström. Han debuterade 1876 vid Thérèse Elfforss teatersällskap där han var engagerad till 1882. Efter ettåriga anställningar hos August Lindberg och Carl Otto Lindmark kom han 1884 till Svenska Teatern i Helsingfors, vars ensemble han tillhörde 1884–1913, med undantag för 1907–1910, då han först var verksam vid Svenska teatern, Stockholm och sedan ett år hos Knut Lindroth. Malmström utförde flera betydande roller inom den tragiska eller karaktärskomiska genren. Han spelade inom såväl klassiskt drama som modernare pjäser. Bland hans roller märks Birger Jarl i Bröllopet på Ulfåsa, Gloucester i Kung Lear Dag i Bjørnstjerne Bjørnsons Daglannet, titelrollen i Strindbergs Gustav Vasa, titelrollen i John Gabriel Borkman, Thomas Stockman i En folkfiende, Engstrand i Gengångare och Krogstad i Ett dockhem. Malmström är begravd på Uppsala gamla kyrkogård.